# Chleny
Chleny är en ort i Tjeckien. Den ligger i den östra delen av landet, 130 km öster om huvudstaden Prag. Chleny ligger 371 meter över havet och antalet invånare är 231.
Terrängen runt Chleny är platt åt sydväst, men åt nordost är den kuperad. Terrängen runt Chleny sluttar västerut. Runt Chleny är det ganska glesbefolkat, med 50 invånare per kvadratkilometer. Närmaste större samhälle är Ústí nad Orlicí, 15,7 km sydost om Chleny. Omgivningarna runt Chleny är en mosaik av jordbruksmark och naturlig växtlighet.